# Norrköpings valkrets
Norrköpings valkrets var tidvis under tvåkammarriksdagen namnet på valkretsar i första respektive andra kammaren.

## Första kammaren
Norrköpings stad var egen valkrets med ett mandat vid valen till första kammaren under åren 1873–1920. År 1921 sammanslogs den med övriga Östergötlands län till en gemensam valkrets, som fick det förtydligande namnet Östergötlands läns med Norrköpings valkrets.

### Riksdagsmän
- John Lenning (1873–25/12 1879)
  - Fredrik Knut Harald Strömfelt, prot 1888–1890 (1880–1890; avsade sig uppdraget under tiden mellan riksdagen 1890 och riksdagen 1891)
    - John Philipson, prot (1891–7/9 1899)
      - Carl Swartz, min 1900–1904, mod 1905–1911, n 1912–1921 (1900–1921)

### Valresultat

#### 1872
| Förstakammarvalet i Sverige 1872: Norrköpings stads valkrets | Förstakammarvalet i Sverige 1872: Norrköpings stads valkrets | Förstakammarvalet i Sverige 1872: Norrköpings stads valkrets | Förstakammarvalet i Sverige 1872: Norrköpings stads valkrets | Förstakammarvalet i Sverige 1872: Norrköpings stads valkrets |
| Kandidat                                                     | Kandidat                                                     | Röster                                                       | Röster                                                       | Röster                                                       |
| Kandidat                                                     | Kandidat                                                     | Antal                                                        | %                                                            | +− %                                                         |
| ------------------------------------------------------------ | ------------------------------------------------------------ | ------------------------------------------------------------ | ------------------------------------------------------------ | ------------------------------------------------------------ |
|                                                              | John Lenning                                                 | 19                                                           | 50,0                                                         |                                                              |
|                                                              | Närmaste kandidat                                            | 7                                                            | 18,4                                                         |                                                              |
|                                                              | Övriga kandidater                                            | 12                                                           | 31,6                                                         |                                                              |
| Antal giltiga röster                                         | Antal giltiga röster                                         | 38                                                           |                                                              |                                                              |
| Kasserade röster                                             | Kasserade röster                                             | 0                                                            |                                                              |                                                              |
| Totalt                                                       | Totalt                                                       | 38                                                           |                                                              |                                                              |

Valkretsen hade 47 valmän, varav 38 deltog i valet.

#### 1880
| Förstakammarvalet i Sverige 1880: Norrköpings stads valkrets | Förstakammarvalet i Sverige 1880: Norrköpings stads valkrets | Förstakammarvalet i Sverige 1880: Norrköpings stads valkrets | Förstakammarvalet i Sverige 1880: Norrköpings stads valkrets | Förstakammarvalet i Sverige 1880: Norrköpings stads valkrets |
| Kandidat                                                     | Kandidat                                                     | Röster                                                       | Röster                                                       | Röster                                                       |
| Kandidat                                                     | Kandidat                                                     | Antal                                                        | %                                                            | +− %                                                         |
| ------------------------------------------------------------ | ------------------------------------------------------------ | ------------------------------------------------------------ | ------------------------------------------------------------ | ------------------------------------------------------------ |
|                                                              | Fredrik Knut Harald Strömfelt                                | 24                                                           | 55,8                                                         |                                                              |
|                                                              | Närmaste kandidat                                            | 18                                                           | 41,9                                                         |                                                              |
|                                                              | Övriga kandidater                                            | 1                                                            | 2,3                                                          |                                                              |
| Antal giltiga röster                                         | Antal giltiga röster                                         | 43                                                           |                                                              |                                                              |
| Kasserade röster                                             | Kasserade röster                                             | 0                                                            |                                                              |                                                              |
| Totalt                                                       | Totalt                                                       | 43                                                           |                                                              |                                                              |

Valet hölls den 8 januari 1880. Valkretsen hade 50 valmän, varav 43 deltog i valet.

#### 1889
| Förstakammarvalet i Sverige 1889: Norrköpings stads valkrets | Förstakammarvalet i Sverige 1889: Norrköpings stads valkrets | Förstakammarvalet i Sverige 1889: Norrköpings stads valkrets | Förstakammarvalet i Sverige 1889: Norrköpings stads valkrets | Förstakammarvalet i Sverige 1889: Norrköpings stads valkrets |
| Kandidat                                                     | Kandidat                                                     | Röster                                                       | Röster                                                       | Röster                                                       |
| Kandidat                                                     | Kandidat                                                     | Antal                                                        | %                                                            | +− %                                                         |
| ------------------------------------------------------------ | ------------------------------------------------------------ | ------------------------------------------------------------ | ------------------------------------------------------------ | ------------------------------------------------------------ |
|                                                              | Fredrik Knut Harald Strömfelt                                | 48                                                           | 100,0                                                        | ▲44,2                                                        |
| Antal giltiga röster                                         | Antal giltiga röster                                         | 48                                                           |                                                              |                                                              |
| Kasserade röster                                             | Kasserade röster                                             | 0                                                            |                                                              |                                                              |
| Totalt                                                       | Totalt                                                       | 48                                                           |                                                              |                                                              |

Valet hölls den 8 januari 1889. Valkretsen hade 50 valmän, varav 48 deltog i valet.

#### 1890
| Förstakammarvalet i Sverige 1890: Norrköpings stads valkrets | Förstakammarvalet i Sverige 1890: Norrköpings stads valkrets | Förstakammarvalet i Sverige 1890: Norrköpings stads valkrets | Förstakammarvalet i Sverige 1890: Norrköpings stads valkrets | Förstakammarvalet i Sverige 1890: Norrköpings stads valkrets |
| Kandidat                                                     | Kandidat                                                     | Röster                                                       | Röster                                                       | Röster                                                       |
| Kandidat                                                     | Kandidat                                                     | Antal                                                        | %                                                            | +− %                                                         |
| ------------------------------------------------------------ | ------------------------------------------------------------ | ------------------------------------------------------------ | ------------------------------------------------------------ | ------------------------------------------------------------ |
|                                                              | John Philipson                                               | 42                                                           | 89,4                                                         |                                                              |
|                                                              | Edvard Herman Rodhe                                          | 4                                                            | 8,5                                                          |                                                              |
|                                                              | Axel Swartling                                               | 1                                                            | 2,1                                                          |                                                              |
| Antal giltiga röster                                         | Antal giltiga röster                                         | 47                                                           |                                                              |                                                              |
| Kasserade röster                                             | Kasserade röster                                             | 0                                                            |                                                              |                                                              |
| Totalt                                                       | Totalt                                                       | 47                                                           |                                                              |                                                              |

Valet hölls den 11 december 1890 för att utse en ny ledamot efter Fredrik Knut Harald Strömfelt avsagt sig uppdraget. Valkretsen hade 50 valmän, varav 47 deltog i valet.

#### 1899
| Förstakammarvalet i Sverige 1899: Norrköpings stads valkrets | Förstakammarvalet i Sverige 1899: Norrköpings stads valkrets | Förstakammarvalet i Sverige 1899: Norrköpings stads valkrets | Förstakammarvalet i Sverige 1899: Norrköpings stads valkrets | Förstakammarvalet i Sverige 1899: Norrköpings stads valkrets |
| Kandidat                                                     | Kandidat                                                     | Röster                                                       | Röster                                                       | Röster                                                       |
| Kandidat                                                     | Kandidat                                                     | Antal                                                        | %                                                            | +− %                                                         |
| ------------------------------------------------------------ | ------------------------------------------------------------ | ------------------------------------------------------------ | ------------------------------------------------------------ | ------------------------------------------------------------ |
|                                                              | Carl Swartz                                                  | 34                                                           | 75,6                                                         |                                                              |
|                                                              | Daniel Engelke                                               | 8                                                            | 17,8                                                         |                                                              |
|                                                              | Övriga kandidater                                            | 3                                                            | 6,6                                                          |                                                              |
| Antal giltiga röster                                         | Antal giltiga röster                                         | 45                                                           |                                                              |                                                              |
| Kasserade röster                                             | Kasserade röster                                             | 0                                                            |                                                              |                                                              |
| Totalt                                                       | Totalt                                                       | 45                                                           |                                                              |                                                              |

Valet hölls den 12 oktober 1899. Valkretsen hade 50 valmän, varav 45 deltog i valet.

#### 1908
| Förstakammarvalet i Sverige 1908: Norrköpings stads valkrets | Förstakammarvalet i Sverige 1908: Norrköpings stads valkrets | Förstakammarvalet i Sverige 1908: Norrköpings stads valkrets | Förstakammarvalet i Sverige 1908: Norrköpings stads valkrets | Förstakammarvalet i Sverige 1908: Norrköpings stads valkrets |
| Kandidat                                                     | Kandidat                                                     | Röster                                                       | Röster                                                       | Röster                                                       |
| Kandidat                                                     | Kandidat                                                     | Antal                                                        | %                                                            | +− %                                                         |
| ------------------------------------------------------------ | ------------------------------------------------------------ | ------------------------------------------------------------ | ------------------------------------------------------------ | ------------------------------------------------------------ |
|                                                              | Carl Swartz                                                  | 42                                                           | 100,0                                                        | ▲24,4                                                        |
| Antal giltiga röster                                         | Antal giltiga röster                                         | 42                                                           |                                                              |                                                              |
| Kasserade röster                                             | Kasserade röster                                             | 1                                                            |                                                              |                                                              |
| Totalt                                                       | Totalt                                                       | 43                                                           |                                                              |                                                              |

Valet hölls den 24 september 1908. Valkretsen hade 52 valmän, varav 43 deltog i valet.

## Andra kammaren
Norrköpings stad var även egen valkrets vid riksdagsvalen till andra kammaren 1867–1911. Valkretsen hade två mandat vid valen 1866–1887, tre mandat i valen 1890–1893 samt återigen två mandat 1896–1908. Inför andrakammarvalet 1911 överfördes valkretsen till Norrköpings och Linköpings valkrets.

### Riksdagsmän
- Jöran Sääf, lmp (1867–1883)
  - Axel Swartling, nya lmp 1888–1894, lmp 1895–1903, vilde 1904–1911 (1884–1911)

- Erik Swartz (1867–1869)
  - Claes Herman Rundgren (1870–1872)
    - Henning Schultz (1873–1878)
      - Gustaf Lönegren, lmp 1887, nya lmp 1888–1890 (1879–1890)
        - Nils Rosengren, nya lmp (1891–1893)
          - Theodor Zetterstrand, Friesenska 1899, lib s 1900–1908, vänstervilde 1909–1910 (1894–1911)

- Ludvig Eklund, nya lmp 1891–1894, lmp 1895–1896 (1891–1896)

### Valresultat

#### 1896
| Andrakammarvalet i Sverige 1896: Norrköpings valkrets | Andrakammarvalet i Sverige 1896: Norrköpings valkrets | Andrakammarvalet i Sverige 1896: Norrköpings valkrets | Andrakammarvalet i Sverige 1896: Norrköpings valkrets | Andrakammarvalet i Sverige 1896: Norrköpings valkrets |
| Kandidat                                              | Kandidat                                              | Röster                                                | Röster                                                | Röster                                                |
| Kandidat                                              | Kandidat                                              | Antal                                                 | %                                                     | +− %                                                  |
| ----------------------------------------------------- | ----------------------------------------------------- | ----------------------------------------------------- | ----------------------------------------------------- | ----------------------------------------------------- |
|                                                       | Axel Swartling                                        | 1 461                                                 | 98,1                                                  |                                                       |
|                                                       | Theodor Zetterstrand                                  | 804                                                   | 54,0                                                  |                                                       |
|                                                       | Ludvig Eklund                                         | 681                                                   | 45,7                                                  |                                                       |
|                                                       | Övriga kandidater                                     | 32                                                    | 2,2                                                   | —                                                     |
| Antal giltiga röster                                  | Antal giltiga röster                                  | 1 489                                                 |                                                       |                                                       |
| Kasserade röster                                      | Kasserade röster                                      | 3                                                     |                                                       |                                                       |
| Totalt                                                | Totalt                                                | 1 492                                                 |                                                       |                                                       |

Valdeltagandet var 82,2%.

#### 1899
| Andrakammarvalet i Sverige 1899: Norrköpings valkrets | Andrakammarvalet i Sverige 1899: Norrköpings valkrets | Andrakammarvalet i Sverige 1899: Norrköpings valkrets | Andrakammarvalet i Sverige 1899: Norrköpings valkrets | Andrakammarvalet i Sverige 1899: Norrköpings valkrets |
| Kandidat                                              | Kandidat                                              | Röster                                                | Röster                                                | Röster                                                |
| Kandidat                                              | Kandidat                                              | Antal                                                 | %                                                     | +− %                                                  |
| ----------------------------------------------------- | ----------------------------------------------------- | ----------------------------------------------------- | ----------------------------------------------------- | ----------------------------------------------------- |
|                                                       | Theodor Zetterstrand                                  | 1 610                                                 | 98,9                                                  | ▲44,9%                                                |
|                                                       | Axel Swartling                                        | 1 244                                                 | 76,4                                                  | ▼21,7%                                                |
|                                                       | Johan Bergman                                         | 380                                                   | 23,3                                                  |                                                       |
|                                                       | Carl Swartz                                           | 11                                                    | 0,7                                                   |                                                       |
|                                                       | Carl Lothigius                                        | 2                                                     | 0,1                                                   |                                                       |
|                                                       | Övriga kandidater                                     | 9                                                     | 0,6                                                   | —                                                     |
| Antal giltiga röster                                  | Antal giltiga röster                                  | 1 628                                                 |                                                       |                                                       |
| Kasserade röster                                      | Kasserade röster                                      | 1                                                     |                                                       |                                                       |
| Totalt                                                | Totalt                                                | 1 629                                                 |                                                       |                                                       |

Valet ägde rum den 21 september 1899. Valdeltagandet var 67,7%.

#### 1902
| Andrakammarvalet i Sverige 1902: Norrköpings valkrets | Andrakammarvalet i Sverige 1902: Norrköpings valkrets | Andrakammarvalet i Sverige 1902: Norrköpings valkrets | Andrakammarvalet i Sverige 1902: Norrköpings valkrets | Andrakammarvalet i Sverige 1902: Norrköpings valkrets |
| Kandidat                                              | Kandidat                                              | Röster                                                | Röster                                                | Röster                                                |
| Kandidat                                              | Kandidat                                              | Antal                                                 | %                                                     | +− %                                                  |
| ----------------------------------------------------- | ----------------------------------------------------- | ----------------------------------------------------- | ----------------------------------------------------- | ----------------------------------------------------- |
|                                                       | Theodor Zetterstrand                                  | 2 096                                                 | 98,6                                                  | ▼0,3%                                                 |
|                                                       | Axel Swartling                                        | 1 300                                                 | 61,1                                                  | ▼15,3%                                                |
|                                                       | Johan Bergman                                         | 829                                                   | 39,0                                                  | ▲15,7%                                                |
|                                                       | Övriga kandidater                                     | 27                                                    | 1,3                                                   | —                                                     |
| Antal giltiga röster                                  | Antal giltiga röster                                  | 2 126                                                 |                                                       |                                                       |
| Kasserade röster                                      | Kasserade röster                                      | 0                                                     |                                                       |                                                       |
| Totalt                                                | Totalt                                                | 2 126                                                 |                                                       |                                                       |

Valet ägde rum den 18 september 1902. Valdeltagandet var 72,4%.

#### 1905
| Andrakammarvalet i Sverige 1905: Norrköpings valkrets | Andrakammarvalet i Sverige 1905: Norrköpings valkrets | Andrakammarvalet i Sverige 1905: Norrköpings valkrets | Andrakammarvalet i Sverige 1905: Norrköpings valkrets | Andrakammarvalet i Sverige 1905: Norrköpings valkrets |
| Kandidat                                              | Kandidat                                              | Röster                                                | Röster                                                | Röster                                                |
| Kandidat                                              | Kandidat                                              | Antal                                                 | %                                                     | +− %                                                  |
| ----------------------------------------------------- | ----------------------------------------------------- | ----------------------------------------------------- | ----------------------------------------------------- | ----------------------------------------------------- |
|                                                       | Axel Swartling (h)                                    | 1 676                                                 | 54,7                                                  | ▲6,4%                                                 |
|                                                       | Theodor Zetterstrand (Lib s)                          | 1 592                                                 | 51,9                                                  | ▼46,7%                                                |
|                                                       | Johan Hylander (h)                                    | 1 470                                                 | 48,0                                                  |                                                       |
|                                                       | Johan Bergman (r)                                     | 1 392                                                 | 45,4                                                  | ▲6,4%                                                 |
| Antal giltiga röster                                  | Antal giltiga röster                                  | 3 065                                                 |                                                       |                                                       |
| Kasserade röster                                      | Kasserade röster                                      | 5                                                     |                                                       |                                                       |
| Totalt                                                | Totalt                                                | 3 070                                                 |                                                       |                                                       |

Valet ägde rum den 21 september 1905. Valdeltagandet var 84,9%.

#### 1908
| Andrakammarvalet i Sverige 1908: Norrköpings valkrets | Andrakammarvalet i Sverige 1908: Norrköpings valkrets | Andrakammarvalet i Sverige 1908: Norrköpings valkrets | Andrakammarvalet i Sverige 1908: Norrköpings valkrets | Andrakammarvalet i Sverige 1908: Norrköpings valkrets |
| Kandidat                                              | Kandidat                                              | Röster                                                | Röster                                                | Röster                                                |
| Kandidat                                              | Kandidat                                              | Antal                                                 | %                                                     | +− %                                                  |
| ----------------------------------------------------- | ----------------------------------------------------- | ----------------------------------------------------- | ----------------------------------------------------- | ----------------------------------------------------- |
|                                                       | Theodor Zetterstrand (v-m)                            | 2 537                                                 | 57,8                                                  | ▲5,9%                                                 |
|                                                       | Axel Swartling (h)                                    | 2 326                                                 | 53,0                                                  | ▼1,7%                                                 |
|                                                       | Johan Bergman (v-r)                                   | 2 070                                                 | 47,1                                                  | ▲1,7%                                                 |
|                                                       | Alfred Bergström (s)                                  | 1 850                                                 | 42,1                                                  |                                                       |
|                                                       | Övriga kandidater                                     | 1                                                     | 0,0                                                   | —                                                     |
| Antal giltiga röster                                  | Antal giltiga röster                                  | 4 392                                                 |                                                       |                                                       |
| Kasserade röster                                      | Kasserade röster                                      | 1                                                     |                                                       |                                                       |
| Totalt                                                | Totalt                                                | 4 393                                                 |                                                       |                                                       |

Valet ägde rum den 25 september 1908. Valdeltagandet var 80,3%.